# Salas
Salas es un concejo del Principado de Asturias, situado en el centro-occidente de la región; tal y como rezan las guías turísticas, Salas es "la Puerta del Occidente" de Asturias. Limita al norte con Valdés, Cudillero y Pravia, al sur con Belmonte de Miranda, al este con Pravia, Candamo y Grado y al oeste con Tineo y de nuevo con Valdés. 
La capital del concejo es la villa homónima de Salas, y junto a ésta, destacan las localidades de Cornellana, situada al este en la vega del Narcea, en su confluencia con el Nonaya, y La Espina, pueblo asentado en un estratégico cruce de caminos, en lo alto del Puerto de La Espina, desde donde el camino se bifurca con dirección a Tineo, y de allí a Pola de Allande o Cangas del Narcea; o bien hacia tierras de Valdés, descendiendo la carretera por el valle del río Esva hacia Brieves, Trevías o Luarca, ya en la costa.
Su superficie total es de 227,10 km², y su población actual engloba a 4799 personas, siendo la villa capital, La Espina y Cornellana los principales núcleos de población.

## Geografía
Integrado en la comarca de Oviedo, se sitúa a 45 kilómetros de la capital asturiana. El término municipal está atravesado por la carretera nacional N-634, entre los pK 439 y 471, por la autovía A-63 (Oviedo - La Espina), además de por varias carreteras regionales, comarcales y locales como la AS-15 (Cornellana - Puerto de Cerredo), la AS-16 (Soto del Barco - Cornellana), la AS-216 (La Espina - Tineo), la AS-369 (Pravia - Salas) y la AS-370 (Salas - Soto de Los Infantes).
El terreno del concejo es siluriano, como la de la mayor parte del occidente asturiano, predominando las pizarras, con presencia también de grauwacka y cuarcita. Hay también grupos de granito y algunos manchones de terreno carbónífero. Entre los minerales que se obtienen del terreno encontramos magnesita, baritina, caolín, mármol, alabastro y yacimientos sin explotar de hierro y cobre.
En cuanto a su orografía hay que destacar que Salas presenta una orografía de media montaña y bastante homogénea, comprendiendo más del 80 % del terreno a una altitud de entre 200 y 800 metros. La villa de Salas se encuentra a una altitud de 239 metros sobre el nivel del mar. Las principales montañas son al norte, las sierras del Faedo y la Cerezal, al sur las de Courio y Cermoño, en la zona oriental tenemos las sierras de Loris y Nisales, La Sollera y parte de la de Sandamías, al oeste tenemos las de Labio, Aguión, Cuerva, Las Gallinas, Bodenaya y la Pedival. En la zona central del concejo encontramos Los Priosíos y El Viso, en cuyas faldas se encuentra la capital. La altitud oscila entre los 900 metros al noroeste, en el límite con Valdés, y los 25 metros a orillas del río Narcea.
| Noroeste: Valdés      | Norte: Cudillero         | Noreste: Pravia       |
| Oeste: Valdés y Tineo |                          | Este: Candamo y Grado |
| Suroeste: Tineo       | Sur: Belmonte de Miranda | Sureste: Grado        |

### Hidrografía

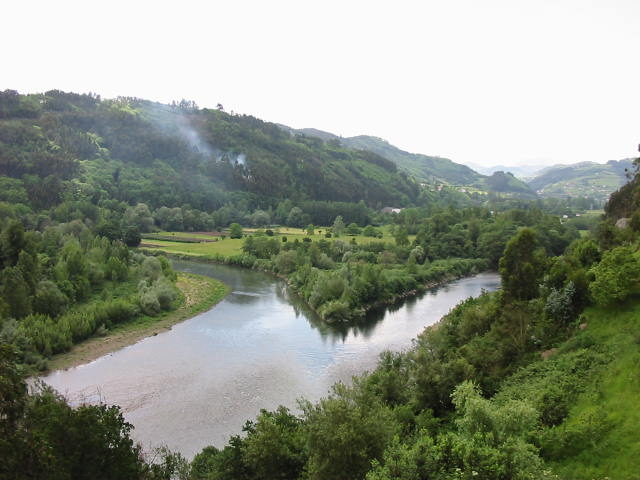
Confluencia del río Narcea con el Nalón en territorio praviano

Dentro de los ríos que bañan el territorio el más importante es el río Narcea, directamente o por su afluente principal el río Nonaya. Es un río salmonero y atraviesa el concejo de sur a norte, aunque cambia de dirección constantemente por su zona oriental. Recibe en Cornellana las aguas del Nonaya. Otro curso destacado es el río Aranguín que discurre por el norte en el límite de Pravia y que entrega sus aguas al Nalón. El río Lavio inicia su curso en las inmediaciones de Buscabreiro, pasando luego a territorio valdesano formando parte de la cuenca del río Esva.

### Clima
El clima que se presenta en la zona es básicamente el que se da en la provincia en zonas parecidas, aunque aquí se dan ciertos rasgos diferenciales. El grado de humedad oscila entre un mínimo del 71 % y un máximo de 84 %, teniendo una temperatura media anual de 13,5 °C.

## Vegetación
Su vegetación está compuesta principalmente por castaños, que se dan en las laderas sombrías y cuyo fruto era parte fundamental en la alimentación de la gente lugareña. También encontramos robles y algunos abedules. Las coníferas en forma de pinos y los eucaliptos son especies cada vez con más presencia en la zona, destacando la extensión masiva de la última especie, alcanzando casi cotas destructivas para la riqueza natural y paisajística del concejo, como de toda Asturias. En los bosques ribereños es fácil encontrarnos con fresnos, alisos, chopos, sauces y arces.
La vegetación también incluye tejos, asociados a edificios religiosos y localizándose uno en San Martín de más de 15 metros de altura y 6 de diámetro que ha sido considerado como monumento natural. También la zona noroeste presenta una zona declarada como Paisaje protegido y que corresponde a la cuenca del río Esva.

## Historia

### Prehistoria y Edad Antigua
Los primeros indicios que muestran la existencia de ocupación humana en el concejo provienen de diversos hallazgos, dispersos por todo el municipio, de materiales líticos de momentos paleolíticos. 
Las primeras evidencias más sólidas se corresponden con el período megalítico, siendo manifestada su existencia en varios lugares con formaciones de necrópolis tumulares. Son de destacar los túmulos de la Sierra de las Traviesas en Ḷḷeiguazu, el túmulo de Terra Riba en Cermoño, la necrópolis de La Campa de San Juan en Mallecina y la necrópolis de Penausén en el alto de Carrales (La Bouga). De la Edad del Bronce se descubren diversos materiales metálicos como un hacha plana de bronce encontrada en el Regueru Secu (Figares), y las hachas de talón y anillas de Álava y Malleza.
Se conocen varios castros en Casazorrina, Álava, Láneo, Linares, Priero, Godán, Santiago de la Barca, San Esteban de las Dorigas, San Antolín de las Dorigas, Figares y Soto de los Infantes. Ninguno de ellos ha recibido la atención arqueológica que nos confirme su adscripción cronológica o cultural, aunque sería de esperar que arrancasen de la Edad del Hierro hasta llegar a los primeros momentos de la época romana.
La ocupación romana deja varias muestras en el concejo, siendo importantes las numerosas explotaciones auríferas que se manifiestan con múltiples cortas mineras (como las de Godán-Ablaneda, Carlés, El Courío); canales hidráulicos (como los que van desde La Pereda hasta Ablaneda y Godán); y estanques de captación de agua (como los de Les Mueḷḷes o el Pozu Fuḷḷeirico). En relación de proximidad a las labores extractivas de Ablaneda apareció una lápida que contenía la inscripción romana de: "aquí yace Flavio Cabarco, hijo de Auledo y de Caya, de la tribu o la familia de Beriso fallecido a los XV años de edad". Otras evidencias relacionadas con la presencia romana son los restos de un vicus romano en el paraje de Las Murias, Doriga, y multitud de topónimos que podrían hacernos intuir su procedencia romana.

### Edad Media

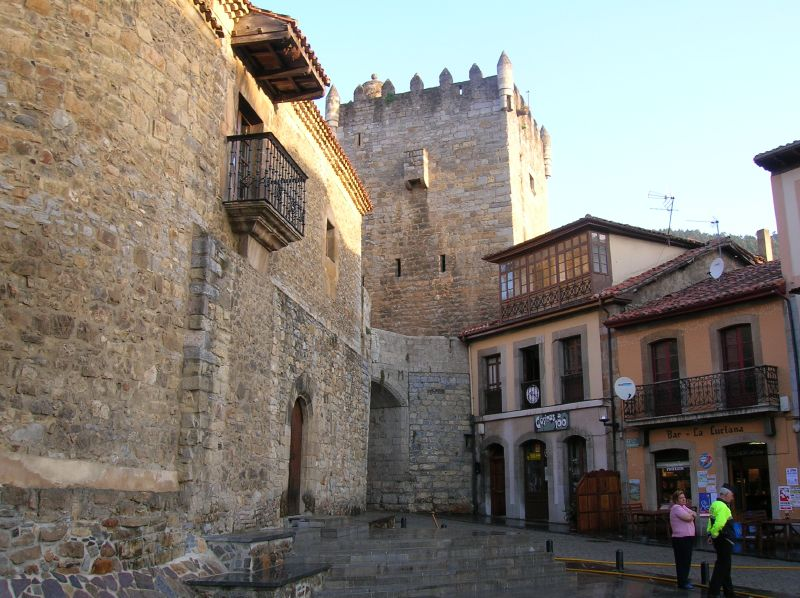
Palacio Valdés-Salas

La primera noticia documentada de Salas, corresponde a la época medieval y en ella se hace referencia de una donación efectuada por el infante Gonzalo, hijo de Alfonso III, en el año 896 al obispado ovetense, cediéndole varios bienes entre los que se encontraba la iglesia de San Martín. Fruela II cede en el 912 la Villa Azeliana en Salas y Anonaya y en el 1006 la reina Velasquita cede el monasterio de San Martín de Salas.
Del año 1024 data la fundación de un monasterio que estaría ligado estrechamente con el concejo. Se trata del monasterio de San Salvador de Cornellana, construido por orden de la infanta Cristina Bermúdez y que sería cedido en el año 1122 por el conde Suero Bermúdez y su esposa Enderquina a la orden de Cluny. El 21 de julio de dicho año Alfonso VII concede y delimita el coto del monasterio, de cuya jurisdicción va a depender la población, hasta que pase al municipio independiente de Salas en 1827, ya entrado el siglo XIX. En 1138 Alfonso VII de León, otorgó las localidades de Salas, Lamuño, y los cotos de San Salvador y Linares a la familia Lamuño, pasando dichas localidades a ser el Señorío de Salas; la familia Lamuño mantendría el título de Señores de Salas hasta la abolición de los Señoríos en 1837.
La villa de Salas aparece en fuentes documentales asociadas al río que fluye por sus tierras, conociéndose como Salas de Nonaya. Salas fue poblándose poco a poco llegando a conseguir en 1277 la carta puebla por obra y gracia de Alfonso X, instituyéndose la villa y el concejo de Salas. El núcleo generador de la puebla lo constituía un castillo donado por la reina Urraca en 1120 al conde Suero. Esta concesión de puebla acarreará varios conflictos con el coto monacal de San Salvador de Cornellana al que desplazó la influencia sobre la zona.

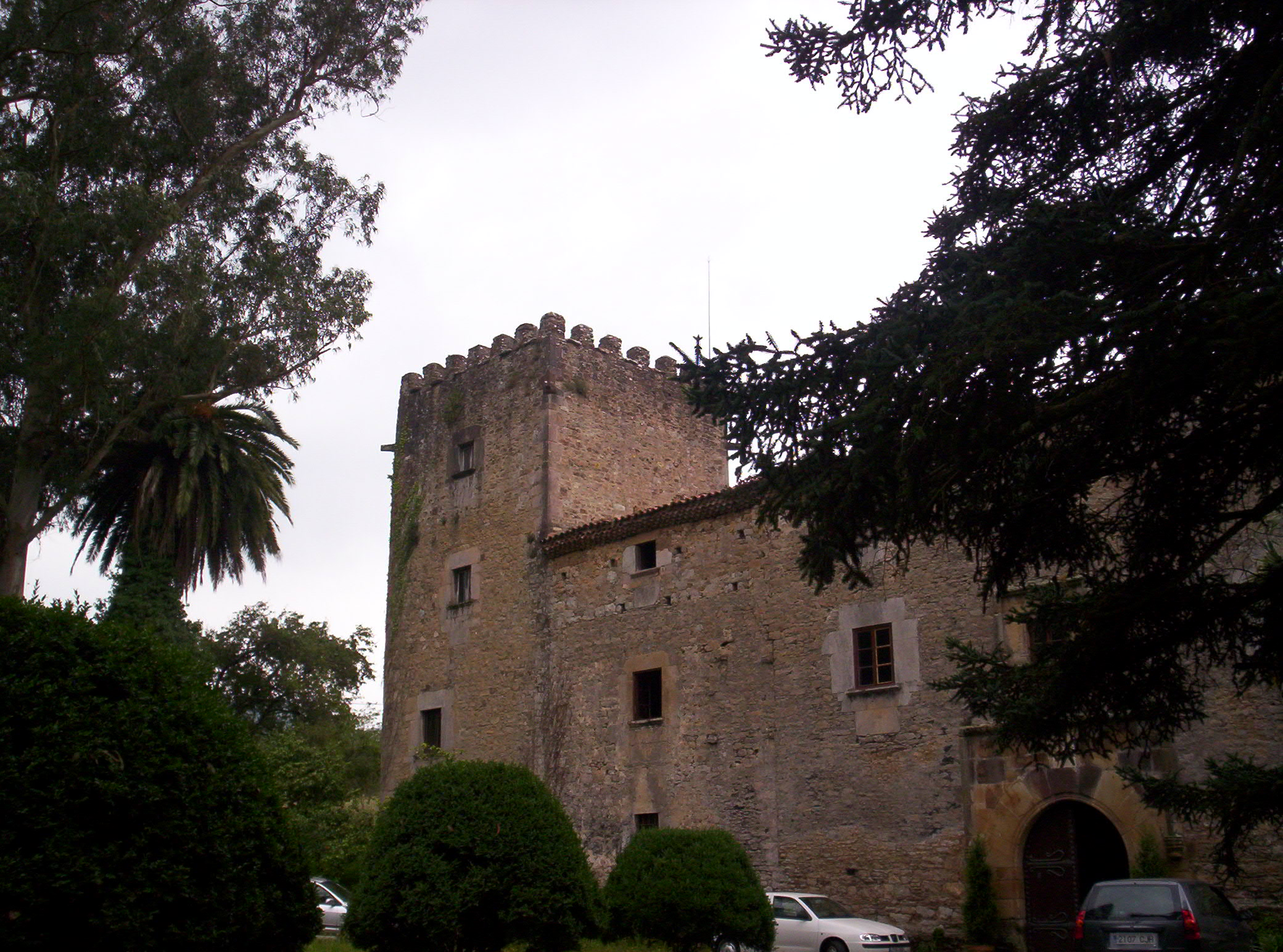
La Torre Palacio Doriga

En 1277 Salas ya ejerce vida municipal firmando la carta de hermandad con los concejos de Avilés, Pravia, Grado, Somiedo, Valdés, Tineo, Cangas del Narcea y Allande, teniendo este acontecimiento lugar en La Espina. A principios del siglo XIV, en 1301, hubo un conflicto entre el arzobispo de Oviedo y el concejo de Valdés porque los habitantes del coto de Lavio son recibidos como vecinos en Luarca. Asimismo, en 1316, durante la minoría de edad de Alfonso XI, Salas forma parte, junto con otros muchos concejos asturianos de una hermandad que tenía como principal objetivo mantener el orden en aquellos difíciles momentos. Ya en la segunda mitad del siglo XIV, entre 1373 y 1382, Salas cae bajo el señorío del conde don Alfonso, hijo bastardo de Enrique II de Trastámara. Sin embargo, la infatigable actividad subversiva del conde no tardó en provocar el final de este breve paréntesis en la historia concejil de Salas. 
A finales del siglo XV, en 1490, nace una nueva hermandad formada por los concejos de Grado, Pravia, Salas, Valdés y Miranda, que solicitan a los monarcas el reconocimiento de una personalidad jurídica unitaria. Estos concejos estarían más tarde unidos en el mismo partido dentro de la junta General del Principado. En las juntas anteriores a la formación del Principado de Asturias, Salas estuvo representada en ellas por mediación de Pedro Díaz de Salas y García Fernández de Doriga. A partir de 1594 la representación del concejo viene dada por las familias Doriga y Malleza que acabarían entroncándose en un mismo linaje.
El concejo siempre fue lugar de paso obligado en las peregrinaciones a Santiago por su recorrido interior, lo que hizo que en el territorio hubiese hospitales para atender a estas personas, resultando de cierta importancia los de Cornellana, Salas y La Espina, el cual dependía de la Mitra Compostelana.

### Edad Moderna
A finales del siglo XVI, en 1594 (los años finiseculares), el concejo de Salas aparece formando parte de la Junta General del Principado de Asturias. Únicamente se escapan del gobierno municipal los siguientes cotos: el de abadengo de Cornellana, que contaba por entonces con unos 100 vasallos (sin contar las viudas), quienes comían dos veces al año con el abad y cada uno de los cuales se estimaba que podía valer 5000 maravedíes; el coto de Soto de los Infantes; el coto de Linares, de corta duración y; el coto de Lavio, jurisdicción de la obispalía, pasa, con la desamortización de bienes eclesiásticos promovida en tiempos de Felipe II, a ser redimido por sus vecinos el 3 de marzo de 1583 (por un valor de 706 557 maravedíes), y se convierte entonces en ayuntamiento autónomo.
Los tres cotos más importantes mantienen su jurisdicción al margen del concejo a mediados del siglo XVIII. El de Cornellana presentaba una extensión de 8790 días de bueyes, sumaba 116 vecinos (sin las viudas) y su mayor hacendado era el monasterio, que contaba entre sus bienes un molino y la botica. El de Soto de los Infantes comprendía unos 11 280 días de bueyes y 60 vecinos (también sin las viudas) y pertenecía al marqués de Valdecarzana que, además, era su mayor hacendado. Finalmente el coto de Lavio con 2,5 leguas de perímetro (unos 7,5 km), seguía en manos de sus vecinos; su hacienda más rica pertenecía a Fernando de Prado, corregidor de Calatrava.

### Edad Contemporánea

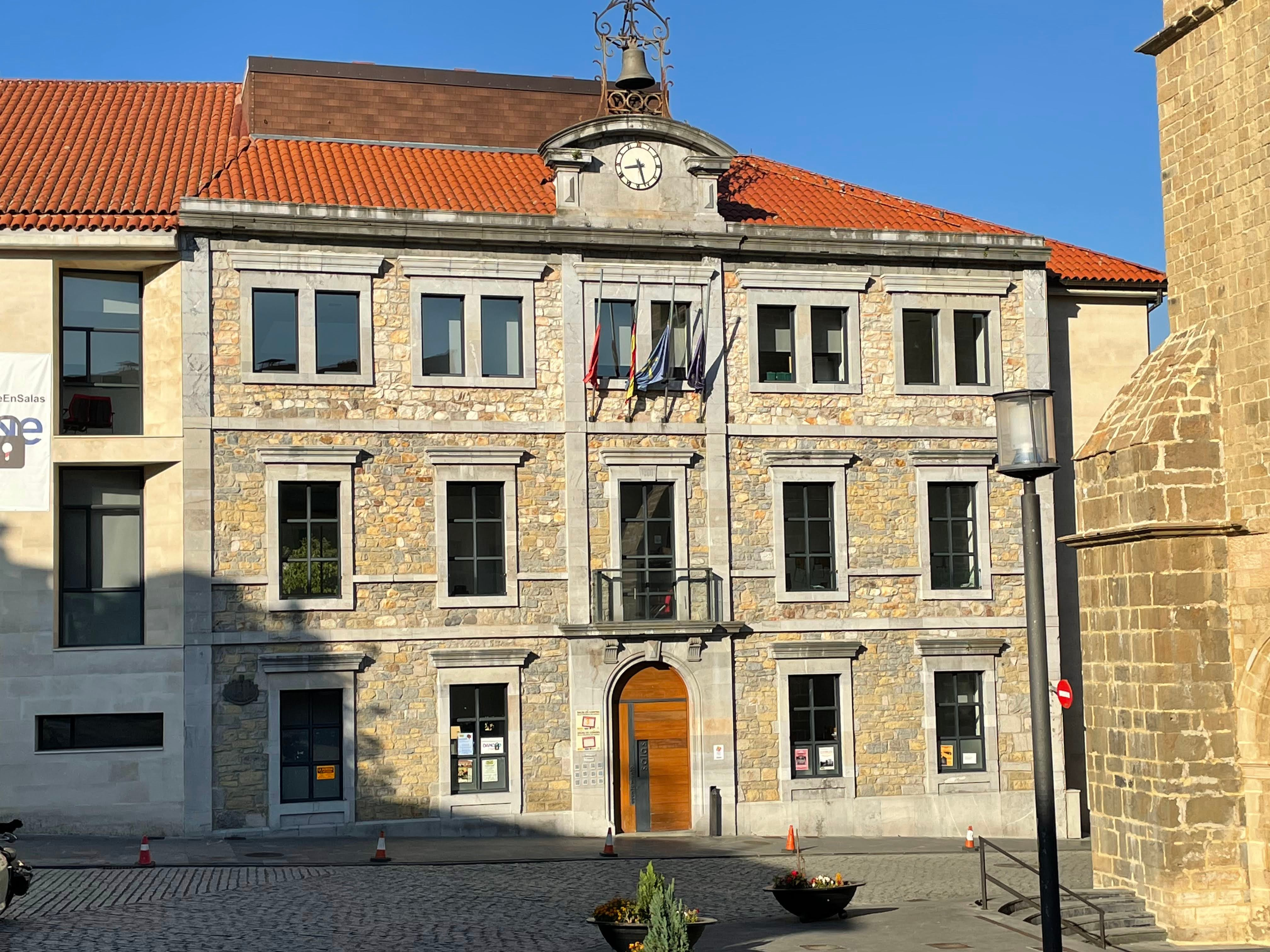
Casa consistorial

El siglo XIX pondrá fin a esta situación. En 1804 se integran las parroquias de San Antolín de las Dorigas, San Esteban de las Dorigas, San Justo de las Dorigas y Santa Eulalia de las Dorigas provenientes de Grado. En 1809 el mariscal Ney inicia la invasión francesa de Asturias por el occidente y pasa por Salas. Hasta el 17 de mayo, habiendo llegado ya las tropas de Napoleón a Cornellana, el marqués de la Romana, general del ejército de defensa, no advierte la situación, perdida ya toda capacidad de respuesta. Con la segunda invasión de 1810, dirigida por el mariscal Bonet desde el oriente de Asturias, el ejército asturiano instaló su cuartel general en la villa, pero sus líneas fueron rotas y la localidad volvió a ser ocupada. Asimismo, en 1836, durante la Primera Guerra Carlista, la partida mandada por el general Pablo Sanz sufrió una contundente derrota el 24 de octubre tras fracasar en su intento de tomar Oviedo.
En 1820 Salas se convierte en cabeza de partido judicial y durante el trienio liberal se crea un ayuntamiento independiente en La Espina con jurisdicción también sobre otros lugares. Pero el año más importante será 1827, fecha en el que se integran en el concejo los históricos cotos de Cornellana, Soto de los Infantes y Lavio (el fugaz concejo de La Espina ya lo había hecho en 1823). Poco después, en 1835, es suprimido el monasterio de San Salvador de Cornellana, cuyo templo pasa a ser iglesia parroquial bajo la advocación de San Juan Bautista.
La segunda mitad del siglo XIX y primeros años del siglo XX aportaron al concejo algunos procesos de importancia, sobre todo en el aspecto socioeconómico. Se introduce nuevos cultivos como la remolacha azucarera, destinada a la fábrica de Pravia y el tabaco, fundamentalmente en la vega del Narcea (especialmente en Láneo). En las primeras décadas del siglo XX se asiste a lenta sustitución del policultivo cerealista por un monopolio especializado en el ganado vacuno, con destino a los mercados de carne primero y a la producción láctea después. El retorno de los indianos con riqueza se hace particularmente evidente en Malleza, llamada incluso la pequeña Cuba. En 1900 se construyó el ayuntamiento.
Por otra parte, en el Real Decreto de 5 de agosto de 1929, se segregan las parroquias de Folgueras y Cordovero agregándose al concejo de Pravia, adquiriendo Salas la fisonomía actual.
Con motivo de la revolución de 1934, el general López Ochoa pasa por Salas en su avance a la zona central de la región, donde reprimirá la revuelta. También afecta a Salas la penetración de columnas gallegas durante la guerra civil: la de Tejeiro, que venía por la costa y la de Gómez Iglesias, que venía por el interior. Ambas convergieron en La Espina el 27 de agosto de 1936. Las fuerzas conjuntas progresan lentamentamente, a costa de continuos combates. Es la primera vez que las tropas de la defensa republicana cuentan con apoyo aéreo, circunstancia que se hace notar. El frenazo ante Salas le costó a Tejeiro el mando de las dos columnas, que Mola otorgó entonces al teniente coronel De Miguel. El 3 de septiembre caía la villa de Salas. Días después, las columnas rebeldes intentan proseguir su avance, aunque en Cabruñana se encuentran con una nueva oposición que les hace detener la marcha. Con todo, las tierras salenses habían quedado ya en la zona nacional aunque no terminantemente. En noviembre los republicanos consiguen cortar las comunicaciones entre Grado y Salas, aunque los nacionales restablecen rápidamente la posición, esta vez de forma definitiva. Ya acabada la guerra, Salas se incluye en el campo de operaciones de la partida guerrillera de José Fernández, alias Pin de Dimas, tras su reaparición en 1947, bastantes años después de haberse evadido de prisión.
En 1959, en el momento en que se iba a iniciar su restauración, se derrumbó buena parte de la torre de Salas. La intervención en la torre hubo de ser más agresiva de lo previsto, dando como resultado una extraña forma un tanto historicista, de corte francés, que difiere ostensiblemente de la antigua. El palacio se ha orientado en fechas recientes a la actividad cultural y hostelera. En 1989 fueron rehabilitados el claustro y las dependencias monásticas de Cornellana y se realizaron a la sazón unos trabajos arqueológicos de limitado alcance.
En 1991 entra en servicio la variante de Salas, tendente a mitigar los problemas de tráfico derivados de la secular función de centro de comunicaciones de la capital municipal.
En los últimos dos siglos, varios procesos históricos afectan al concejo, como al resto de municipios rurales asturianos: la emigración a América (primero) y Europa (después), con las típicas figuras de los indianos; el despoblamiento de los pueblos; la desarticulación de los esquemas identitarios-culturales-productivos tradicionales, con la irrupción del esquema productivo de mercado, modernización de las explotaciones agropecuarias, la convergencia europea...

## Demografía
Cuenta con una población de 4799 habitantes (INE 2024).
| Gráfica de evolución demográfica de Salas entre 1842 y 2021                                                           |
| |
| Población de derecho según los censos de población del INE. Población de hecho según los censos de población del INE. |

Salas es uno de los mayores referentes dentro de la región en lo que se refiere a la pérdida paulatina de la población durante el siglo XX, pasando de tener una población a comienzos del mismo de 17 296 habitantes a 4799 en la actualidad. La emigración es sin duda alguna la mayor culpable de este fenómeno, siendo primero las salidas ultramarinas a América, en el fenómeno conocido como indiano y después, a mediados de la centuria, un movimiento dirigido a Centroeuropa, a Madrid y sobre todo a Gijón y el centro industrial de la región, principales puntos de destino. Los asentamientos se producen en dos zonas claramente marcadas; las vegas, que tienen las mejores tierras y que son las más pobladas. Y las laderas de las montañas, que son las más afectadas por el despoblamiento.

## Economía
Respecto a la actividad económica del concejo, el sector primario es todavía el que genera un mayor número de empleos, representando a un total del 50,85 % del total. La ganadería es la ocupación mayoritaria, siendo la cabaña vacuna la que mayor presencia tiene en el concejo. Su orientación productiva está casi en su totalidad, dirigida al sector lácteo. La agricultura, principalmente, está orientada hacia al autoconsumo, siendo guisantes, verduras y fabes sus productos más cultivados.
En el sector secundario industrial y de la construcción, destacan las industrias dedicadas a la fabricación de alimentos, siendo la factoría láctea radicada en el concejo, la que agrupa a un mayor número de empleos en la fábrica de Danone. Otras ramas de este sector con cierta importancia son, las madereras, las cerámicas y las transformadoras de metales. Hoy en día representa al 19,68 % de la población activa del municipio.
Por último y en relación con el sector terciario, hay que comentar que genera el 29,45 % de los empleos locales, destacando el comercio y la hostelería. Es en la capital donde se concentra la mayor parte de estos servicios, teniendo también Cornellana y La Espina, aunque en menor cantidad.

## Administración y política

### Gobierno municipal
El partido político que más tiempo ha gobernado en el concejo de Salas, con José Manuel Menéndez Fernández a la cabeza, ha sido el PSOE. A pesar de ello, el actual alcalde es Sergio Hidalgo Alonso de FAC.
| Periodo   | Nombre                         | Partido | Partido                                    |
| --------- | ------------------------------ | ------- | ------------------------------------------ |
| 1979-1981 | Fernando Manuel Castro Grana   |         | Alianza Popular (AP)                       |
| 1981-1983 | Manuel Ruisánchez Castaños     |         | Unión de Centro Democrático (UCD)          |
| 1983-1987 | Manuel Balsera Rodríguez       |         | Alianza Popular (AP)                       |
| 1987-1990 | Rafael García Banzo            |         | Centro Democrático y Social (CDS)          |
| 1990-2011 | José Manuel Menéndez Fernández |         | Federación Socialista Asturiana (FSA-PSOE) |
| 2011-act. | Sergio Hidalgo Alonso          |         | Foro Asturias (FAC)                        |

| Partido político    | Partido político                                                                | 1979   | 1983   | 1987   | 1991   | 1995   | 1999   | 2003   | 2007   | 2011   | 2015   | 2019   | 2023   |
| Partido político    | Partido político                                                                | Ediles | Ediles | Ediles | Ediles | Ediles | Ediles | Ediles | Ediles | Ediles | Ediles | Ediles | Ediles |
|                     | Federación Socialista Asturiana (FSA-PSOE)                                      | —      | 6      | 6      | 9      | 8      | 10     | 8      | 7      | 6      | 3      | 2      | 1      |
|                     | Foro Asturias (FAC)                                                             | —      | —      | —      | —      | —      | —      | —      | —      | 5      | 9      | 10     | 9      |
|                     | Alianza Popular (AP)-Partido Popular (PP)                                       | 3      | 7      | 5      | 4      | 5      | 2      | 5      | 5      | 2      | 1      | 1      | 1      |
|                     | Partido Comunista de España (PCE)-Izquierda Unida (IU)-Bloque por Asturies (BA) | —      | 0      | 0      | 0      | 0      | 0      | 0      | 1      | 0      | 0      | 0      | 0      |
|                     | Unión de Centro Democrático (UCD)-Centro Democrático y Social (CDS)             | 4      | —      | 2      | —      | —      | —      | —      | —      | —      | —      | —      | —      |
|                     | Unión de Campesinos Asturianos (UCA)                                            | 6      | —      | —      | —      | —      | —      | —      | —      | —      | —      | —      | —      |
|                     | Candidatura Independiente Salense (CIS)                                         | —      | —      | —      | —      | —      | 1      | —      | —      | —      | —      | —      | —      |
| Total de concejales | Total de concejales                                                             | 13     | 13     | 13     | 13     | 13     | 13     | 13     | 13     | 13     | 13     | 13     | 11     |

Alcaldes anteriores a 1979

### Organización territorial
El concejo de Salas está dividido en 28 parroquias:
- Alava
- Ardesaldo (Ardesaldu)
- Bodenaya (Boudenaya)
- Camuño (Camuñu)
- Cermoño (Cermoñu)
- Cornellana (Corniana/Cornellana)
- Godán
- Idarga
- La Espina
- Láneo (Llaniu)
- Lavio (Ḷḷaviu)
- Linares (Llinares)
- Mallecina (Maecina)
- Malleza (Maeza)
- Millara (Miera)
- Priero (Prieiru)
- Salas
- San Antolín de las Dorigas (Santolín)
- San Esteban de las Dorigas (San Esteban)
- San Justo de las Dorigas (San Xustu)
- San Vicente (Aciana)
- Santa Eulalia de las Dorigas (Doriga)
- Santiago de la Barca (Santiagu la Barca)
- Santullano (Santuyanu)
- Soto de los Infantes (Soutu los Infantes)
- Viescas
- Villamar
- Villazón

## Cultura

### Arte

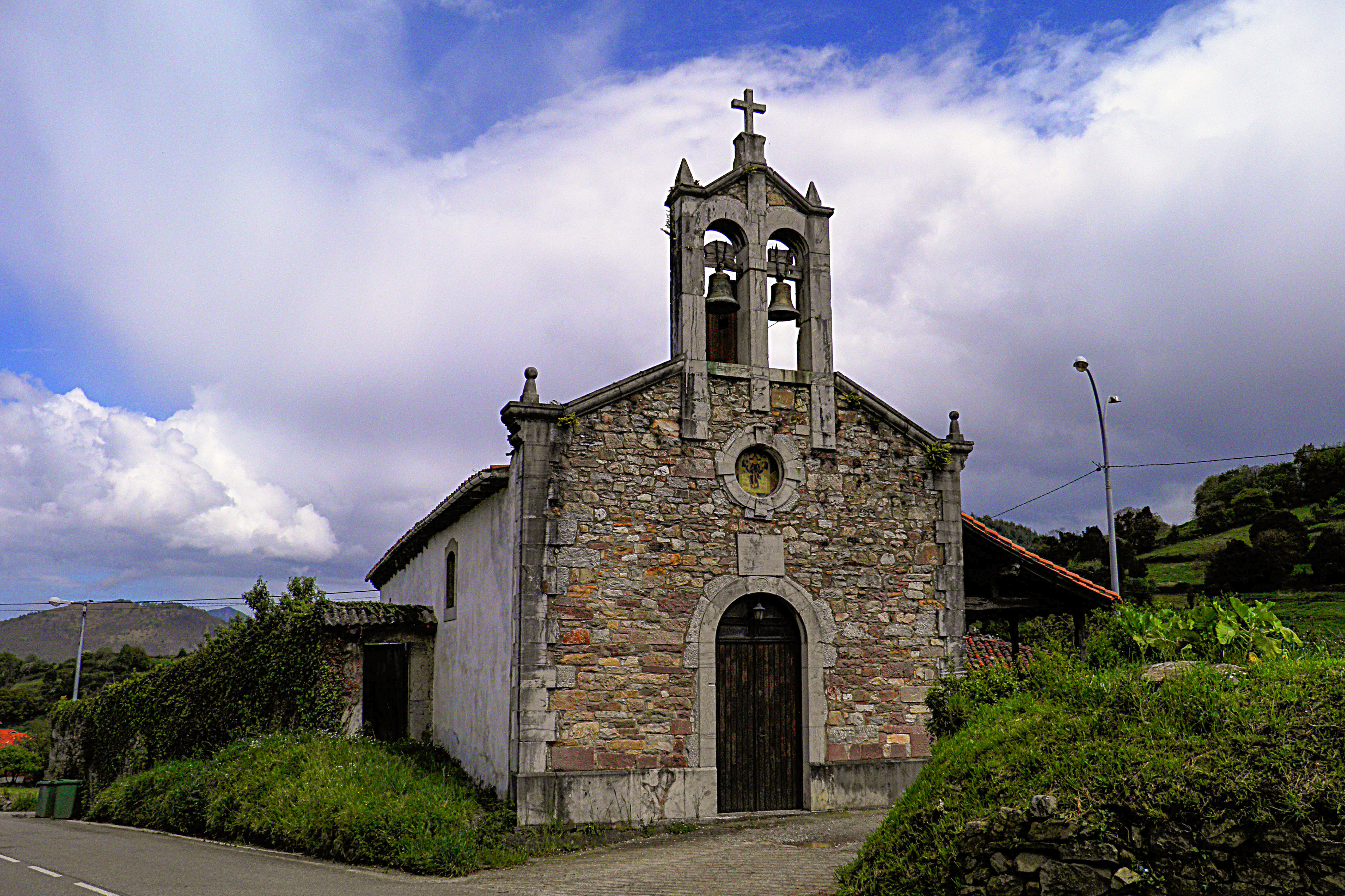
Godán

Dentro de sus obras artísticas destacaremos en primer lugar el monasterio de San Salvador de Cornellana. La parte más antigua de él es la iglesia de estilo románico levantada en el siglo XII. Posee tres naves con triple cabecera de planta semicircular y una torre. Los retablos absidiales son de gran interés, pues en él se dan los primeros ejemplos de clasicismo arquitectónico y naturalismo escultórico barroco de Asturias. Las dependencias propias del monasterio son fechadas a finales del XVII principios del XVIII. Lo más destacado de él lo constituye su portada, donde se encuadra todo el acervo decorativo.
La iglesia de San Martín en Salas es también de importancia. Fundada en el siglo X, aunque reformada entre los siglos XV y XVIII, presenta elementos prerrománicos (varias inscripciones) que se encuentran alojadas actualmente en el museo situado en la torre del palacio de Valdés Salas.
En el centro de la Villa encontramos la Colegiata de Santa María la Mayor construida en la primera mitad del siglo XVI, aunque en siglos posteriores se le añaden las capillas, es de planta cuadrada con una portada lateral donde se sitúan varios escudos de armas. El monumento más importante que contiene la colegiata es el mausoleo de D. Fernando Valdés Salas (Inquisidor general y fundador de la universidad de Oviedo entre otras cosas), realizado entre 1576 y 1582 en alabastro por el escultor italiano Pompeyo Leoni.
En Doriga tenemos el templo parroquial de Santa Eulalia, consagrado por el obispo don Pelayo en 1121, conserva muestras románicas como la portada sur y la planta. De idéntico origen románico se halla en la iglesia de San Juan Bautista en Godán. Por último hay que reseñar la Capilla de San Roque (Salas), del siglo XVII, es lo que queda del antiguo hospital.
Respecto a su arquitectura popular, mencionaremos primeramente el conjunto formado por la torre y el palacio Valdés Salas, situados ambos monumentos en el centro de la villa de Salas y unidos por un puente adornado con escudos. La torre se construyó en el siglo XIV y reconstruida en 1960, y el palacio en la primera mitad del siglo XVI, y posee dos torres, patio central y capilla.
En Doriga encontramos el Palacio de Doriga, construido en diferentes épocas, la torre es del siglo XIV y el resto del edificio del siglo XVI y rodeado de un hermoso parque. Posee grandes columnas toscanas.
Otro palacio importante es el Palacio de Toreno (La Granja), del siglo XVII cuenta con una capilla, y es una gran construcción dotada de un amplio parque con jardines. También son destacables: la Casa de Longoria (Láneo), del siglo XVIII. Es un magnífico ejemplo de arquitectura rural de cuidado estilo. La Casa del Xanzo (Salas), del siglo XVII, con un escudo de armas en su fachada, era antigua parada de diligencias. La Casa de María Veiga o Miranda (Salas), de la primera mitad del siglo XVII, posee un corredor en su parte central convertido en galería y ostenta un escudo de armas en la fachada principal.
La importancia artística del concejo culmina con la declaración del Conjunto Histórico de la Villa de Salas como Bien de Interés Cultural el 18 de marzo de 1994.

### Fiestas
Entre sus principales fiestas, destacaremos:
- En el mes de abril, las fiestas de abril en Salas, el último domingo y el último martes del mes (martes de feria).

- En el mes de junio, las fiestas de San Juan en Cornellana el día 24 y las de San Pedro en Mallecina el día 28.

- En el mes de julio, La Festona en la localidad de La Espina.

- En el mes de agosto, son las San Lorenzo en Láneo el día 10, las Romería del Viso en Salas el día 15, este mismo día es la Romería de Nuestra Señora de Cornellana. El siguiente fin de semana al día del Viso (siempre y cuando el Viso caiga de lunes a miércoles, sino es el siguiente), son las fiestas del Bollo, de jueves a domingo.

Es el concejo de Salas en temas de festejos y de folklore, uno de los más ricos del Principado de Asturias, celebrándose en su suelo infinidad de celebraciones donde la tradición, la fiesta, la gastronomía y el deporte, se entremezclan para ofrecernos lo mejor de su gente.

### Deporte
En el concejo existe el equipo de fútbol Salas C.D. fundado en 1965 y que actualmente milita en el Grupo 3 de la Segunda Regional Asturiana. Su campo está ubicado en la villa de Salas, y se llama "El Zaguán"
Existen dos equipos más de reciente fundación:
- El C.D. B. Cornellana, en Cornellana. Fundado como Cornellana C.D. en 1966 y desaparecido en 1990; refundado en 1999 y vuelto a desaparecer en 2010; refundado de nuevo en 2023 con la forma actual. Juega sus partidos en el campo de Vistalegre.
- La U.D. La Espina, en La Espina. Fundado en 2023, compite en el campo de "Nuevo Ranon"